# لغة كلاسيكية

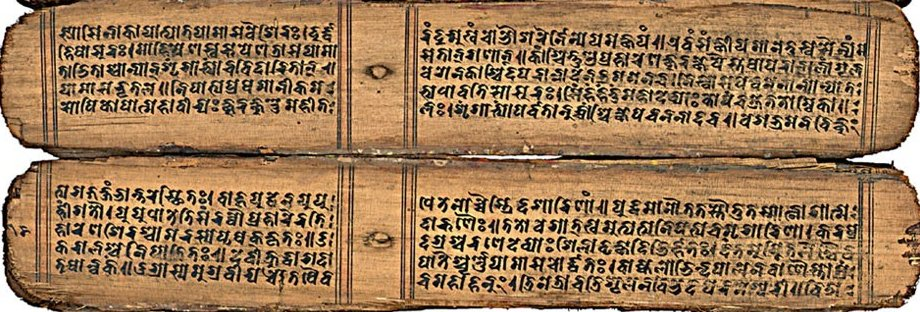

اللغة الكلاسيكية أو اللغة العتيقة هي لغة بتقليد أدبي مستقل، ومجموعة كبيرة وقديمة من الأدب المكتوب. عادة ما تكون اللغات الكلاسيكية لغات ميتة، أو تظهر درجة عالية من ازدواجية اللغة، حيث تتباعد الأنواع العامية للغة بعيدًا عن اللغة المكتوبة الكلاسيكية بمرور الوقت.

## الدراسات الكلاسيكية
في سياق الدراسات الكلاسيكية الأوروبية التقليدية، تشير «اللغات الكلاسيكية» إلى اليونانية واللاتينية، وهما اللغتان الأدبيتان لعالم البحر الأبيض المتوسط في العصور الكلاسيكية القديمة.

من حيث الأهمية الثقافية في جميع أنحاء العالم، قام إدوارد سابير في كتابه «اللغة» بتوسيع القائمة اللغات الكلاسيكية لتشمل الصينية والعربية والسنسكريتية:
عندما ندرك أن اليابانيين المتعلمين لا يستطيعون تأطير جملة أدبية واحدة دون استخدام الموارد اللغة الصينية، وأن حتى اليوم تحمل اللغات السيامية والبورمية والكمبودية بصمة لا لبس فيها من اللغات السنسكريتية والبالية التي جاءت مع البوذية الهندوسية منذ قرون، أم كنا نتجادل لأجل أو ضد تعليم اللاتينية واليونانية [في المدارس] ، فمن المؤكد أن جدلنا ستكون مليئة بالكلمات التي جاءت إلينا من روما وأثينا، نحصل على بعض المؤشرات من الثقافة الصينية المبكرة والبوذية وحضارة البحر الأبيض المتوسط الكلاسيكية؛ على يعنيهم في تاريخ العالم. هناك خمس لغات فقط كان لها أهمية ساحقة كحاملات للثقافة. هم الصينية الكلاسيكية والسنسكريتية والعربية واليونانية واللاتينية. بالمقارنة مع هذه اللغات، اللغات الأخرى المهمة ثقافيًا مثل العبرية والفرنسية تهبط في مرتبة ثانوية.
وبهذا السياق، إن اللغة الكلاسيكية هي لغة لها تأثير واسع على فترة طويلة من الزمن، حتى بعد لم تعد لغة أم عامية في شكلها الأصلي. إذا كانت إحدى اللغاتان تستخدم جذورًا من اللغة أخرى لتشكيل الكلمات [بالطريقة التي تستخدم بها العديد من اللغات الأوروبية الجذور اليونانية واللاتينية لإبتكار كلمات جديدة مثل "telephone" (هاتف)، إلخ.]، فهذا مؤشر على أن اللغة الأخير هي لغة كلاسيكية.
بالمقارنة، تُعرف اللغات الحية التي لديهم تأثير كبير باسم لغات العالم.